# Theridion ventricosum
Theridion ventricosum là một loài nhện trong họ Theridiidae.
Loài này thuộc chi Theridion. Theridion ventricosum được William Joseph Rainbow miêu tả năm 1916.